# Manjadvorci
Manjadvorci is een plaats in de gemeente Barban in de Kroatische provincie Istrië. De plaats telt 173 inwoners (2001).